# Гарбер (Ајова)
Гарбер (енгл. Garber) град је у америчкој савезној држави Ајова. По попису становништва из 2010. у њему је живело 88 становника.

## Демографија
Према попису становништва из 2010. у граду је живело 88 становника, што је -15 (-14.6%) становника више него 2000. године.
| Група             | 2000.       | 2010.       |
| Белци             | 102 (99,0%) | 88 (100.0%) |
| Афроамериканци    | 0 (0,0%)    | 0 (0,0%)    |
| Азијати           | 1 (1,0%)    | 0 (0,0%)    |
| Хиспаноамериканци | 0 (0,0%)    | 0 (0,0%)    |
| Укупно            | 103         | 88          |